# ۱۰۰۰۰ سال پیش از میلاد
۱۰٬۰۰۰ سال پیش از میلاد (به انگلیسی: B.C. 10,000) یک فیلم ماجراجویی-اکشن آمریکایی محصول سال ۲۰۰۸ به تهیه‌کنندگی و کارگردانی رولند امریش است که نگارش فیلم‌نامه را نیز با همکاری هارالد کلوسر (که آهنگسازی فیلم را نیز برعهده داشت) انجام داده‌است. بازیگران فیلم عبارت‌اند از استیون استریت، کامیلا بل و کلیف کرتیس. داستان فیلم دربارهٔ سفرهای یک قبیلهٔ پیشاتاریخی شکارچی ماموت است.
۱۰٬۰۰۰ سال پیش از میلاد نخستین بار در پوتسدامر پلاتس در ۱۰ فوریهٔ ۲۰۰۸ اکران شد و در ۵ مارس توسط برادران وارنر منتشر شد. با وجود موفقیت تجاری فیلم، با نقدهای منفی روبرو شد و یکی از بدترین فیلم‌های سال ۲۰۰۸ شناخته شد.

## داستان
در سال ۱۰٬۰۰۰ پیش از میلاد، قبیله‌ای شکارچی-گردآورنده به نام یاگاهل در کوه‌های اورال زندگی می‌کنند. آن‌ها با شکار ماموت پشمالو گذران می‌کنند، اما با کاهش مهاجرت ماموت‌ها، آینده‌شان نامطمئن می‌شود. زمانی‌که دختری آبی‌چشم، تنها بازماندهٔ حملهٔ «دیوان چهارپا»، به اردوگاه می‌آید، پیرزن شَمَن نئاندرتال قبیله پیش‌گویی می‌کند که پس از آخرین شکار ماموت، آن دیوان نیز به قبیله خواهند آمد؛ این دختر، ایولت نام دارد و به قهرمان آن شکار وعده داده شده‌است، و این دو، قبیله را به راهی نو خواهند برد. رئیس قبیله، که نیزهٔ سفید را در اختیار دارد، برای تغییر سرنوشت قبیله، به‌تنهایی عازم سفری می‌شود و نیزه و راز مأموریتش را به دوست خود تیک‌تیک و پسر خردسالش دِله می‌سپارد. کودکان قبیله دِله را به خاطر آنچه بزدلی پدرش می‌پندارند تمسخر می‌کنند، اما او با ایولت رابطه‌ای عاطفی برقرار می‌کند.
سال‌ها بعد، ماموت‌ها بازمی‌گردند. دِلهٔ بالغ در کنار مردان قبیله به رهبری تیک‌تیک به شکار می‌رود و تصادفاً یکی از آن‌ها را می‌کشد و برندهٔ نیزهٔ سفید و ایولت می‌شود. روز بعد، سوارانی مهاجم به اردوگاه حمله می‌کنند. سردستهٔ آن‌ها که مجذوب زیبایی ایولت شده، او را می‌رباید، افراد سالم را به بردگی می‌برد و سایرین را می‌کشد. دِله، تیک‌تیک، کارن و پسربچه‌ای به نام باکو برای نجات یارانشان رهسپار می‌شوند و پیرزن قبیله از دور با روحشان همراهی می‌کند. هنگام حملهٔ پرندگان ترور به برده‌داران، ایولت همراه کارن و باکو دوباره اسیر می‌شود و تیک‌تیک زخمی می‌گردد. در شکار، دِله در گودالی می‌افتد و در آن‌جا ببر دندان‌خنجری گیر افتاده را آزاد می‌کند و از او می‌خواهد او را نخورد. تیک‌تیک بهبود می‌یابد و آن‌ها به روستایی کشاورز به نام ناکو می‌رسند که پیش‌تر مورد حمله قرار گرفته بود. بومیان ابتدا می‌خواهند به دِله آسیب بزنند، اما ببر نجاتش می‌دهد. آن‌ها درمی‌یابند که پدر دِله پیش‌تر میهمان قبیلهٔ ناکو بوده‌است.
قبایل مختلف به دِله می‌پیوندند و ائتلافی برای نجات اسیران شکل می‌گیرد. آن‌ها کشتی‌هایی را که ایولت و اسیران در آن‌اند، می‌یابند اما نمی‌رسند پیش از حرکت کشتی‌ها به آن‌ها برسند. دِله با استفاده از ستارهٔ قطبی راه را پیدا می‌کند و آن‌ها به تمدنی مصری‌مانند می‌رسند که «قدرت مطلق» – پادشاهی خداگونه – بر آن حکم می‌راند و اسیران را برای ساخت هرم با کمک ماموت‌ها به‌کار گرفته‌است. دِله و تیک‌تیک به اردوگاه بردگان نفوذ می‌کنند و دِله درمی‌یابد پدرش در دفاع از یک برده کشته شده‌است. تیک‌تیک نگهبانان را می‌کشد ولی زخم‌هایش بر او چیره می‌شود. دِله در دل جمعیت شورشی ایجاد می‌کند و نیروهای دشمن را شکست می‌دهد، اما کارن در حین نبرد کشته می‌شود.
قدرت مطلق تهدید می‌کند که اگر شورش ادامه یابد، ایولت را می‌کشد. دِله تظاهر به تسلیم می‌کند اما با نیزهٔ سفید او را می‌کشد و افسانهٔ خدابودنش را از بین می‌برد. ایولت با زخم مرگبار توسط فرماندهٔ دشمن کشته می‌شود و در آغوش دِله جان می‌سپارد، اما روح پیرزن شمن جانش را بازمی‌گرداند و خود می‌میرد. پس از نابودی تمدن دشمن، یاگاهل‌ها از دیگر قبایل خداحافظی می‌کنند و با دانه‌هایی که پدر دِله از ناکو آورده بود، زندگی تازه‌ای را آغاز می‌کنند.

### پایان جایگزین
در پایان جایگزین، صحنه به سال‌ها بعد می‌رود و باکو در کنار آتش داستان را برای کودکان تعریف می‌کند. کودکی می‌پرسد: «چه بر سر کوه‌های خدایان آمد؟» و باکو پاسخ می‌دهد: «آن‌ها را شن‌ها پس گرفتند. از یاد رفتند، از دست رفتند.»

## بازیگران
- استیون استریت در نقش دِله، شکارچی ماناک کامیلا بل در نقش ایولت، همسر دِله و تنها بازماندهٔ قبیله‌ای که توسط «دیوان چهارپا» (سواره‌نظامی خشن) نابود شده‌است – به خاطر چشم‌های آبی خاصش زنده مانده‌است کلیف کرتیس در نقش تیک‌تیک، آموزگار و دوست دِله[۲]

- جوئل ویرجل در نقش ناکودو، رهبر قبیلهٔ ناکو
- عفیف بن بدرا در نقش سردار، رهبر «دیوان چهارپا»

- مو زینال در نقش کارن

- ناتانیل بارینگ در نقش باکو
- مارکو خان در نقش چشم‌یک، دستیار اصلی سردار
- مونا هاموند در نقش پیرزن، شامان نئاندرتال قبیلهٔ یاگدل
- جوئل فرای در نقش لوکیبو
- ریس ریچی در نقش موها

- پیرز استابز در نقش موهای جوان

- جونیور اولیفنت در نقش تودو، پسر ناکودو

- کریستین بیزلی در نقش پدر دِله، که با قبیلهٔ ناکو زندگی می‌کرد و کشاورزی را از آن‌ها آموخته بود

- بوباکار بابین در نقش کوئینا، رهبر قبیله‌ای دیگر

- فاروق ولی‌عمر در نقش کاهن اعظم
- تیم بارلو در نقش قدرت مطلق، واپسین شاه از نسل آتلانتی‌ها
- عمر شریف در نقش راوی

## دقت تاریخی
فیلم شامل بسیاری از ناسازگاری زمانی و نادرستی‌ها در نمایش زندگی پیشاتاریخی است. هرچند ماموت‌های پشمالو و ببرهای دندان‌خنجری شاید تا حدود سال ۱۰٬۰۰۰ پیش از میلاد وجود داشتند، اما هر دو گونه در آستانهٔ انقراض بودند، احتمالاً به‌دلیل شکار انسانی، بیماری و تغییرات اقلیمی. تصویر فیلم از رفتار ماموت‌ها که رهبری گله را به یک نر نسبت می‌دهد، با شواهد رفتار فیل‌های امروزی همخوان نیست؛ چراکه در طبیعت، رهبری گله با ماده‌های مسن است و نرها در بلوغ از گله بیرون رانده می‌شوند.
نمایش تمدن‌های پیشرفته، سازه‌های هرمی، زبان نوشتاری و ابزار فلزی کاملاً نادرست است. این دستاوردها تا حدود ۳٬۰۰۰ سال پیش از میلاد و در جریان شهرنشینی در دره‌های نیل، فرات و سند پدیدار نشدند. هرچند شواهد اولیهٔ کشاورزی به حدود ۹٬۴۰۰ سال پیش از میلاد بازمی‌گردد، اما کشاورزی سازمان‌یافته و استفاده از ابزارهایی مانند گاوآهن در زمان روایت‌شده در فیلم عمومیت نداشت. همچنین، هرچند سازه‌هایی چون گوبکلی‌تپه به حدود ۹٬۰۰۰ پیش از میلاد بازمی‌گردند، فناوری‌های پیشرفتهٔ نمایش‌داده‌شده در فیلم، از جمله ابزار فلزی و شِشَکان، دست‌کم چند هزار سال پس از آن پدید آمدند.
در ادامه ترجمهٔ کامل متن بخش‌های مربوط به تولید، فروش و بازخورد فیلم «۱۰٬۰۰۰ سال پیش از میلاد» با حفظ ساختار و علائم ویکی‌پدیایی آورده شده است:

## تولید

### انتخاب بازیگران

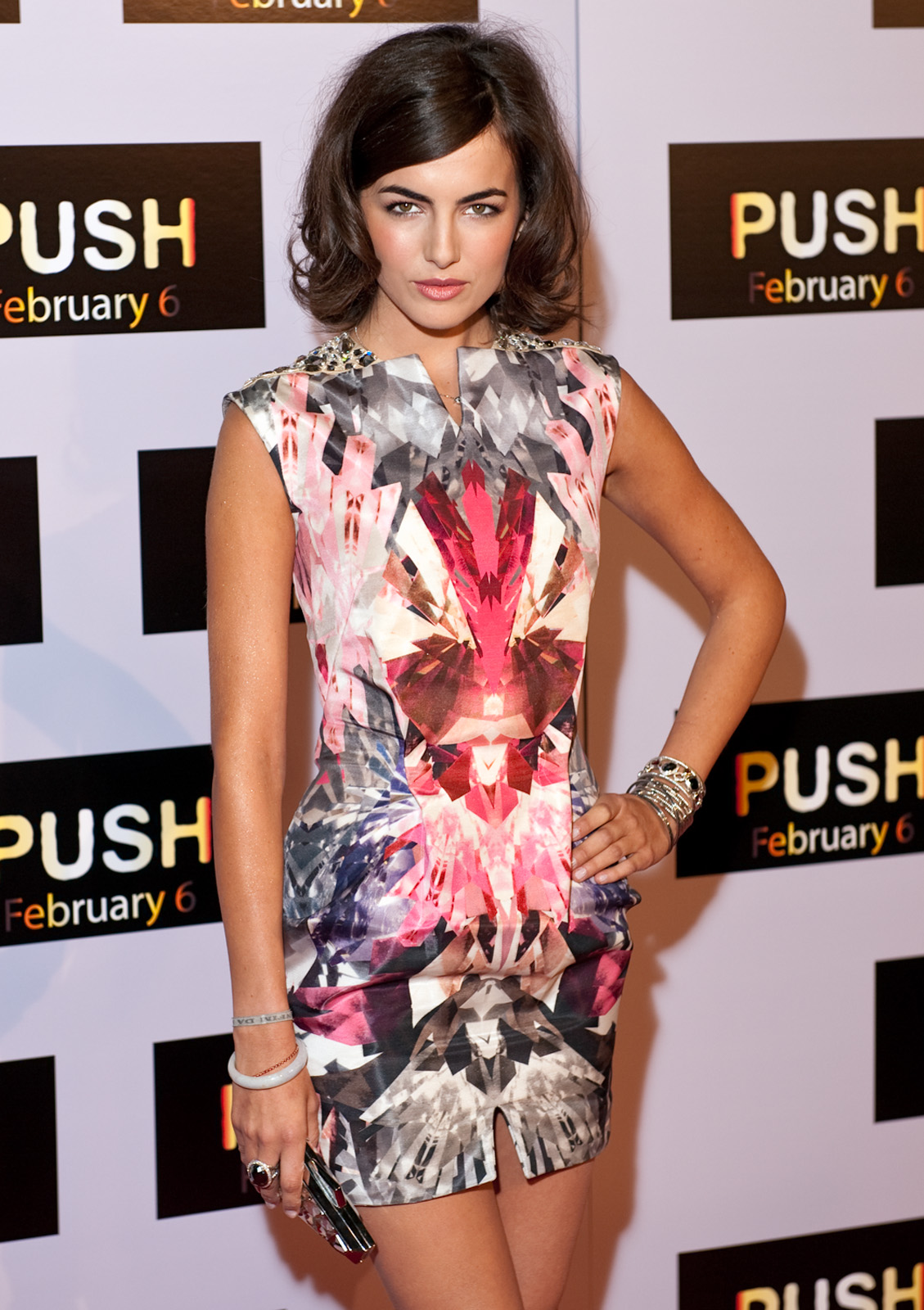
کامیلا بل راث در نقش اوولت در فیلم ۱۰٬۰۰۰ سال پیش از میلاد

رولند امریش جلسات انتخاب بازیگر را در اواخر اکتبر ۲۰۰۵ آغاز کرد. در فوریهٔ ۲۰۰۶، اعلام شد که کامیلا بل و استیون استریت در فیلم بازی خواهند کرد، به‌طوری‌که استریت در نقش شکارچی ماموت و بل در نقش معشوقه‌اش ظاهر می‌شوند. امریش تصمیم گرفت از بازیگران مشهور استفاده نکند تا فضای واقع‌گرایانهٔ دورهٔ پیشاتاریخی خدشه‌دار نشود. او توضیح داد: «اگر مثلاً جیک جیلنهال در چنین فیلمی ظاهر می‌شد، همه می‌گفتند: "اون اینجا چیکار می‌کنه؟"». همچنین استفاده از بازیگران ناشناخته به کاهش بودجهٔ فیلم کمک کرد.

### توسعه
در رویداد واندرکان ۲۰۰۸، امریش اعلام کرد که داستان‌های رابرت ئی. هاوارد و علاقه‌اش به فیلم در جستجوی آتش (۱۹۸۱) و کتاب اثر انگشت‌های خدایان از منابع الهام او برای فضای فیلم بوده‌اند. او هارالد کلوسر، آهنگ‌ساز، را دعوت کرد تا به‌خاطر پیشنهادهای داستانی‌اش در فیلم فردای پس از فردا، در نگارش فیلم‌نامه مشارکت کند. پس از تأیید پروژه توسط کلمبیا پیکچرز، فیلمنامه‌نویس جان اورلاف کار روی نسخهٔ جدیدی از فیلمنامه را آغاز کرد. کلمبیا پیکچرز که زیرمجموعهٔ سونی پیکچرز انترتینمنت است، به‌دلیل تقویم اکران فشرده، پروژه را رها کرد و وارنر برادرز پیکچرز پروژه را به‌جای آن‌ها به دست گرفت. فیلمنامه سپس با همکاری متیو سند و در نهایت با رابرت رودات بازنویسی شد.
فیلم‌برداری از اوایل سال ۲۰۰۶ در آفریقای جنوبی و نامیبیا آغاز شد. بخشی از فیلم‌برداری نیز در جزیره جنوبی نیوزیلند و تایلند انجام گرفت. امریش قصد داشت تمام فیلم را در آفریقا فیلم‌برداری کند، اما به‌دلیل منع فیلم‌برداری یک صحنه با هلیکوپتر، آن بخش در نیوزیلند انجام شد. پیش از آغاز فیلم‌برداری، هجده ماه صرف پژوهش و توسعهٔ جلوه‌های رایانه‌ای شد. دو شرکت، جانوران پیشاتاریخی را بازسازی کردند. برای کاهش زمان رندر که برای هر فریم ۱۶ ساعت طول می‌کشید، ۵۰٪ از خز مدل‌ها حذف شد، زیرا «به‌نظر کارگردان، نیمی از خزها شبیه به هم بودند». فیلم‌برداری در مجموع ۱۰۲ روز به طول انجامید، که ۲۰ روز بیشتر از برنامه بود.

### زبان
امریش از ساخت فیلم به زبان باستانی صرف‌نظر کرد، زیرا باور داشت چنین کاری از نظر احساسی تأثیرگذار نخواهد بود. مربی گویش، برندن گان، توسط امریش و کلوسر برای ساخت «شش هفت» زبان برای فیلم استخدام شد. گان اظهار داشت که با استیون استریت به‌طور غیررسمی برای بداهه‌پردازی آوای زبان‌ها همکاری کرده‌است. او همچنین از زبان‌های محلی آفریقایی مانند زبان اوشیوامبو که در نامیبیا رایج است استفاده کرد، که صدای آن به‌طور خفیف از زبان مرد دانای نابینا در فیلم شنیده می‌شود.

### جلوه‌های دیداری و شنیداری
ماموت پشمالوهای فیلم بر پایهٔ فیل‌ها و فسیل‌های ماموت ساخته شده‌اند و ببر دندان‌خنجری بر اساس ببرها و ببر-شیرها (دورگه شیر و ببر). صدای ببر دندان‌خنجری در فیلم ترکیبی از آوای ببر و شیر بود.

## گیشه
نخستین نمایش جهانی فیلم در ۱۰ فوریهٔ ۲۰۰۸ در مرکز سونی واقع در پوتسدامر پلاتس در برلین برگزار شد.
این فیلم در گیشه عملکردی متوسط داشت. در نخستین آخرهفتهٔ اکران، در ۳٬۴۱۰ سالن در ایالات متحده و کانادا، ۳۵٫۸ میلیون دلار فروش کرد و در رتبهٔ اول جدول فروش قرار گرفت، با اختلافی بیش از ۲۲ میلیون دلار نسبت به فیلم دوم یعنی سفر دانشگاهی. تا تاریخ ۲۹ آوریل ۲۰۰۸، فروش جهانی آن حدود ۲۶۸٫۶ میلیون دلار بوده‌است—۹۴٫۶ میلیون دلار در ایالات متحده و کانادا و ۱۷۴ میلیون دلار در سایر کشورها، از جمله ۱۷٫۲ میلیون دلار در مکزیک، ۱۳٫۱ میلیون دلار در اسپانیا، ۱۱٫۳ میلیون دلار در بریتانیا، و ۱۰٫۸ میلیون دلار در چین. این فیلم نخستین فیلم سال ۲۰۰۸ بود که از مرز فروش ۲۰۰ میلیون دلار گذشت.

## بازخورد
با تمرکز صرف بر جلوه‌ها به‌جای محتوا یا دقت تاریخی، ۱۰٬۰۰۰ سال پیش از میلاد فیلمی چشم‌نواز اما از نظر داستانی سطحی است.
تاد مک‌کارتی از نشریهٔ ورایتی نوشت: «سنتی در جایی که باید جسور باشد و ملایم در جایی که باید پرهیجان باشد، ۱۰٬۰۰۰ سال پیش از میلاد فرصتی از دست‌رفته برای ارائهٔ نگاهی تخیلی به دوره‌ای پیشاتاریخی است.» پیتر بردشاو از گاردین نوشت: «فیلم پرفناوری رولند امریش، همچون یکی از همان ماموت‌های پشمالو، سنگین و بی‌رمق به پیش می‌خزد.» کارولین وایت در تایمز یادآور شد که این فیلم باستان‌شناسانه نادرست و پر از خطاهای واقعی و نابهنگامی است.
مایکل فیلیپس از شیکاگو تریبیون از معدود منتقدانی بود که از فیلم لذت برد. او گفت: «فیلم ترکیبی است از کمی آپوکالیپتو، کمی عصر یخبندان ۲، اندکی در جستجوی آتش، و گاهی، آدم دلش یک پنیر بزرگ همراه با کراکر می‌خواهد. دوستان، این همان پنیر روی کراکر است.»
آهنگ‌ساز توماس واندر جایزهٔ بی‌ام‌آی برای موسیقی فیلم را برای این فیلم دریافت کرد.

## رسانه خانگی
این فیلم در ۱۷ ژوئن ۲۰۰۸ در نسخه‌های تک‌دیسکی دی‌وی‌دی و بلو-ری در ایالات متحده منتشر شد. بست بای نسخهٔ محدودی شامل دو دیسک نیز منتشر کرد. در بریتانیا، فیلم در ۱ ژوئیهٔ ۲۰۰۸ منتشر شد. فروش دی‌وی‌دی فیلم به ۳۱٬۳۴۱٬۷۲۱ دلار رسید و فروش کلی آن را به ۳۰۰٬۴۱۴٬۴۹۱ دلار رساند.